# Рахам Михран
Рахам Михран био је моћни ирански војни официр из Куће Михран. Први пут се спомиње током династичке борбе Сасанида 457-459. Између двојице браће Хормизда III и Пероза I. Рахам је био присталица Пероза I, који је такође био његов штићеник, и играо је кључну улогу у династичкој борби, победивши Хормиздове снаге и крунисавши Пероза I за новог сасанидског краља.